# Лейбористська партія (Сент-Кіттс і Невіс)
Лейбористська партія Сент-Кіттс і Невіс (англ. Saint Kitts and Nevis Labour Party, SKNLP) — лівоцентристська політична партія в Сент-Кіттс і Невіс. 
Створила уряд країни після того, як здобула шість з одинадцяти місць на загальних виборах 2022 року. 
Це найстаріша діюча політична партія в англомовних країнах Карибського басейну.

## Історія
Партія була заснована в 1932 році і спочатку була відома як Ліга робітників Сент-Кіттса. 

Висунула двох кандидатів на виборах 1937 року, обидва з яких були обрані. 
Згодом вона здобула всі виборні місця в 1940, 1943 і 1946 роках. 

В 1946 — 1978 роках партію очолював Роберт Бредшоу. 
Найбільший успіх він досяг на Сент-Кіттс, оскільки виборці на Невісі та Ангільї, як правило, обирали представників незалежних і місцевих партій. 

Це була єдина партія, яка брала участь у виборах 1952 року та здобула всі вісім місць. 
 
Вони зберегли владу в 1957 році, попри втрату трьох місць. 
Партія також перемогла в 1961 році та була перейменована на Лейбористську партію Сент-Кітс-Невіс-Ангілья у 1966 році. 
  
Вони здобули також перемогу у 1966, 1971, 1975 роках, здобуваючи по сім місць кожного разу.
Коли Ангілья відокремилася в 1980 році, партія прийняла свою нинішню назву. 

На виборах того року партія здобула лише чотири місця, і хоча це була найбільша фракція в Національних зборах, опозиційний Рух Народної Дії (ПАМ) зміг сформувати коаліційний уряд. 
Лейбористська партія здобула лише двох місць на виборах 1984 року, і залишилася лише з двома депутатами після виборів 1989 року. 
Попри те, що на виборах 1993 року вона здобула найбільшу кількість голосів і здобула стільки ж місць, що й ПАМ, ПАМ залишилася при владі. 
Проте в 1995 році були призначені дострокові вибори, в якому Лейбористська партія здобула більшість місць. 
Вони збільшили свою більшість на виборах 2000 року та зберегли владу на виборах 2004 та 2010 років.
Після поразки лейбористів у 2015 і 2020 роках Дензіл Дуглас вирішив піти з посади лідера партії у 2021 році. 
Голова партії Терренс Дрю був обраний його наступником на національному з'їзді. 

Ерл Асім Мартін став новим головою партії. 

## Очільники
- Роберт Бредшоу,[11] 1945-1978
- Пол Саутвелл[en],[11] 1978-1979
- Лі Мур[en],[11] 1979-1989
- Дензіл Дуглас, [11] 1989-2021
- Терренс Дрю, 2021-

## Результати виборів
| Рік виборів | Лідер партії            | Кількість голосів | %голосів  | # від загальної кількості виграних місць | +/–       | Уряд?             |
| ----------- | ----------------------- | ----------------- | --------- | ---------------------------------------- | --------- | ----------------- |
| 1937        | Томас Манчестер         | Н/Д               | 2 / 5     | ▲2                                       | опозиція  |                   |
| 1940        | Томас Манчестер         | Н/Д               | 3 / 5     | ▲1                                       | більшість |                   |
| 1943        | Джозеф Меттью Себастіан | Н/Д               | 3 / 5     | ▬                                        | більшість |                   |
| 1946        | Роберт Бредшоу          | Н/Д               | 3 / 5     | ▬                                        | більшість |                   |
| 1952        | Роберт Бредшоу          | 11,016            | 84.7 (#1) | 8 / 8                                    | ▲5        | більшість         |
| 1957        | Роберт Бредшоу          | 5,270             | 53.6 (#1) | 5 / 8                                    | ▼3        | більшість         |
| 1961        | Роберт Бредшоу          | 7,808             | 64.5 (#1) | 7 / 10                                   | ▲2        | більшість         |
| 1966        | Роберт Бредшоу          | 6,249             | 44.3 (#1) | 7 / 10                                   | ▬         | більшість         |
| 1971        | Роберт Бредшоу          | 7,416             | 50.8 (#1) | 7 / 10                                   | ▬         | більшість         |
| 1975        | Роберт Бредшоу          | 7,363             | 60.2 (#1) | 7 / 10                                   | ▬         | більшість         |
| 1980        | Лі Мур                  | 7,355             | 55.0 (#1) | 4 / 9                                    | ▼3        | Офіційна опозиція |
| 1984        | Лі Мур                  | 7,463             | 41.3 (#2) | 2 / 11                                   | ▼2        | Офіційна опозиція |
| 1989        | Лі Мур                  | 6,642             | 37.3 (#2) | 2 / 11                                   | ▬         | Офіційна опозиція |
| 1993        | Дензіл Дуглас           | 8,405             | 43.8 (#1) | 4 / 11                                   | ▲2        | Офіційна опозиція |
| 1995        | Дензіл Дуглас           | 10,662            | 49.2 (#1) | 7 / 11                                   | ▲3        | більшість         |
| 2000        | Дензіл Дуглас           | 11,762            | 53.6 (#1) | 8 / 11                                   | ▲1        | більшість         |
| 2004        | Дензіл Дуглас           | 11,426            | 50.6 (#1) | 7 / 11                                   | ▼1        | більшість         |
| 2010        | Дензіл Дуглас           | 12,227            | 47.0 (#1) | 6 / 11                                   | ▼1        | Коаліція з NRP    |
| 2015        | Дензіл Дуглас           | 11,897            | 39.3 (#1) | 3 / 11                                   | ▼3        | Офіційна опозиція |
| 2020        | Дензіл Дуглас           | 10,355            | 37.1 (#1) | 2 / 11                                   | ▼1        | Офіційна опозиція |
| 2022        | Терренс Дрю             | 13,438            | 45.8 (#1) | 6 / 11                                   | ▲4        | більшість         |